# Creature Comforts
 (décembre 2023).
Si vous disposez d'ouvrages ou d'articles de référence ou si vous connaissez des sites web de qualité traitant du thème abordé ici, merci de compléter l'article en donnant les références utiles à sa vérifiabilité et en les liant à la section « Notes et références ».
Creature Comforts (parfois présenté sous le titre français L'Avis des animaux) est un court métrage britannique du studio Aardman, réalisé en 1989 par Nick Park. D'une durée de 5 minutes environ, il donne ensuite lieu à une mini-série du même nom. En pâte à modeler et en stop motion il regorge de personnages animaux qui évoquent avec humour et philosophie leur malaise à l'égard de leur environnement captif. Il a reçu l'Oscar du meilleur court-métrage d'animation lors de la 63e cérémonie des Oscars en 1991.

## Origine des personnages
Le film aborde ironiquement les conditions de vie dans un zoo, mais les dialogues des animaux s'inspirent de situations humaines. Ainsi l'histoire du jaguar mélancolique est en réalité l'interview d'un étudiant brésilien qui séjournait dans un petit hôtel loin de son pays.

## Autour du film
Après le court-métrage, Creature Comforts fait office de série publicitaire pour Heat Electric. Par la suite, en 2003, Richard Goleszowski reprend le flambeau en créant une série de films, pour la chaîne ITV, qui suit le parcours d'animaux aussi bien domestiques que sauvages.